# František Tkadlík
František Xaver Tkadlík, také Franz Kadlík (23. listopadu 1786 Praha-Malá Strana – 16. ledna 1840 Praha), byl český malíř, grafik a pedagog, člen zakladatelské generace českého umění 19. století a od roku 1836 první český ředitel Akademie výtvarných umění v Praze.

## Život
František Tkadlík se narodil jako prvorozený syn v rodině malostranského měšťana a hostinského Františka Tkadlíka (* 1760) a Terezie, rozené Nádherné (* 1764), v Praze na Malé Straně v Mostecké ulici staré číslo 59 a pokřtěn byl u sv. Mikuláše na Malé Straně. Absolvoval novoměstské gymnázium. V letech 1803–1807 studoval malbu a kresbu na nové založené pražské akademii, když tam působili první ředitel Josef Bergler, učitel grafiky Antonín Herzinger a učitel malby Karel Postl. Zároveň studoval filozofii na filozofické fakultě pražské univerzity, patřil například k posluchačům Bernarda Bolzana. Toto vzdělání ho přivedlo k osvícenskému přemýšlení nad náměty obrazů a k písemné formulaci názorů na umění, jež se dochovaly v jeho korespondenci.
Roku 1816 přesídlil do Vídně a stal se dvorním malířem rodiny Černínů. Na přímluvu svého mecenáše Jana Rudolfa Černína (1757–1845), který založil Černínskou sbírku obrazů a rytin a vedl dvorní umělecké sbírky, se Tkadlík roku 1817 stal správcem obrazárny v Černínském paláci ve Vídni. Tam také krátce studoval na Akademii malbu u Heinricha Friedricha Fügera (1751–1818) a jeho nástupce Franze Gauciga (1742–1828), ale vídeňské Akademii v době Tkadlíkova pobytu chyběli kvalitní profesoři. Roku 1824 získal státní stipendium na pobyt v Římě, kde žil a pracoval až do roku 1832. Za svého římského pobytu se silně sblížil s hnutím nazarénů a v tomto stylu pracoval i po návratu do Vídně. V roce 1836 se vrátil zpět do Prahy, kam byl povolán na místo ředitele výtvarné Akademie. Bydlel v Klementinu čp. 190/I, kde tehdy akademie sídlila a byl svobodný.
Mezi jeho žáky patřili Josef Mánes, jehož Tkadlík silně ovlivnil, zejména jako kreslíř, dále František Čermák, Eduard Herold, Karel Javůrek nebo Josef Božetěch Klemens.

## Dílo

### Vídeň
Tkadlíkovo rozsáhlé dílo začíná několika portréty rodin Srdínkovy (s babičkou paní Kautskou) a Černínovy (1817–1823). V roce 1817 vytvořil první českou litografii. Vídeňský pobyt Tkadlík využil ke studiu starých mistrů ve zdejších galeriích. Jeho tvorba se vyznačuje biedermeiersky procítěnými obrazy a kresbami: Kain a Ábel (1818),Modlící se Ježíšek mezi anděly (1820), Madona s přeslicí (1822), Oválná madona a Madona adorující dítě (1823), jejichž lyrismus a zpěvnost Tkadlík vysvětlil jako rys typický pro českou řeč. Do téhož období spadají také první ze série vynikajících portrétů. Je to velkoformátový „modrý“ portrét Josefa Dobrovského (1820, sbírka Národního muzea), podobizna mladého Františka Palackého (1821), který Tkadlíka doporučil do služby u Černínů a s nímž se Tkadlík sblížil i v estetických názorech. Z rodinných Černínských portrétů jsou nejzdařilejší dětské, kreslené podobizny Jaromíra Černína,, neurčeného nemluvněte z rodiny Černínů a olejomalba čtrnáctiletého Otakara Černína (1823). Posledním obrazem vídeňského období byl vlastenecky laděný Návrat svatého Vojtěcha do vlasti (1824).

### Itálie
Rozhodující pro léta 1825–1832 byla italská studijní cesta. Vyznačuje se antickými náměty ve stylu klasicismu a empíru. Římským pobytem a styky se silně přiblížil nazarénům, mnohafigurovými moralizujícími kompozicemi, zejména trojicí monumentálních obrazů: protiválečné poselství vyjadřuje Ényo (řecká bohyně války s pochodní v ruce a na kolesce za ní jedoucí voják, symbolizující Napoleonovu armádu), o smyslu života vypovídá starozákonní Potopa (kolem 1826) a závěr pobytu vyjadřuje Apoštol Pavel se loučí s Milétskými (1831). V obraze Potopa chtěl Tkadlík podle svých slov studovat pohyb ve skupinách a více nahého. Naučil se složité kompozice s nahými těly v různých pozicích a vyjadřovat jejich stav a emoce pomocí postojů a gest: zoufalství, panika, sobectví, malicherné lpění na majetku, žal a odevzdanost, jen na vrcholu kompozice sedí vyrovnaný a do sebe uzavřený filozof, který vyjadřuje názor malířův. Obraz v poněkud strnulejších formách zpodobuje totéž, co tragédie trosečníků z voru Medúzy Théodora Géricaulta, vystavená na pařížském Salónu v roce 1819, kterou Tkadlík znal z reprodukce ve vídeňském tisku. Odkazuje také ke stejnojmennému baroknímu obrazu potopy Annibale Carracciho z let 1616-1618 v Louvru. Z cesty po jižní Itálii v letech 1829-1830 se dochoval pozoruhodný skicář s kresbami mnoha míst v oblasti Neapolského zálivu: z Capri, Sorrenta či Amalfi.

### Praha
Jeho dílo se řadí k první generaci moderních českých malířů, která překonala barokní sloh a obrátila se k tématům z českých náboženských dějin. Pro Přijímání sv. Václava (jindy název Sv. Václav a sv. Ludmila při mši; 1837) si vybral lyričtější výjev, kompozici i formu než František Horčička svatým Václavem před pohanskou modlou. Tkadlík a po něm Josef Mánes zakládají nový směr české pozdně klasicistní figurální malby s prvky romantismu. Spojuje mistrovsky zvládnutou plasticitu s výraznou barevností v líbezné měkké formě, kterou směřuje k vytvoření tzv. národního figurálního stylu. Tkadlík až na výjimky (Italská krajina s poutníkem z roku 1835) maloval krajiny pouze na pozadí svých scén, přesto bývá řazen ke krajinářům a srovnáván se svým vrstevníkem Antonínem Mánesem.. Maloval hlavně obrazy s křesťanskými náměty, nejen z českých legend, ale také dobově příznačná a populární témata, jako Smrt svaté Rosalie, Kázání Sv. Jana Křtitele, trojici andělů s krásnými dívčími tvářemi nebo dvě varianty dítěte s andělem strážným .

## Galerie

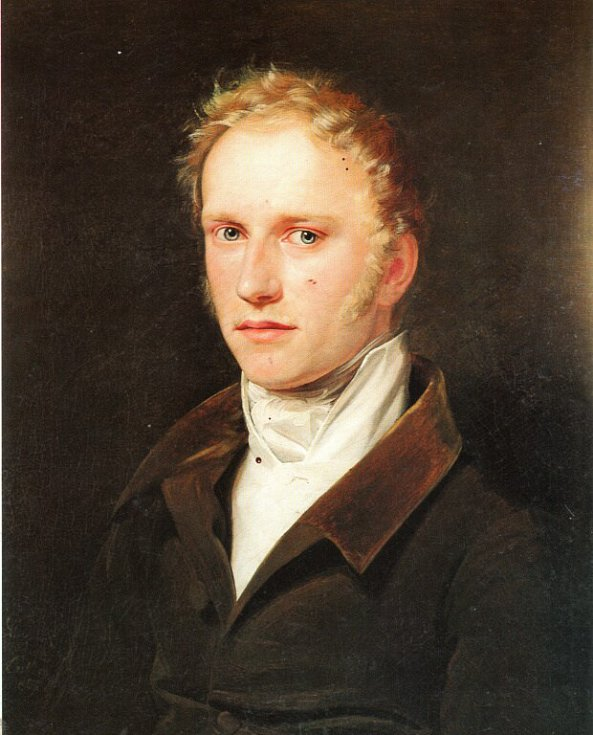
Podobizna Františka Palackého (1821)
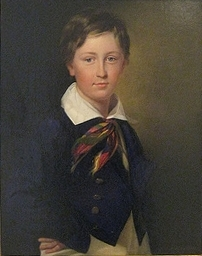
Portrét Otakara Černína (1823) NGP
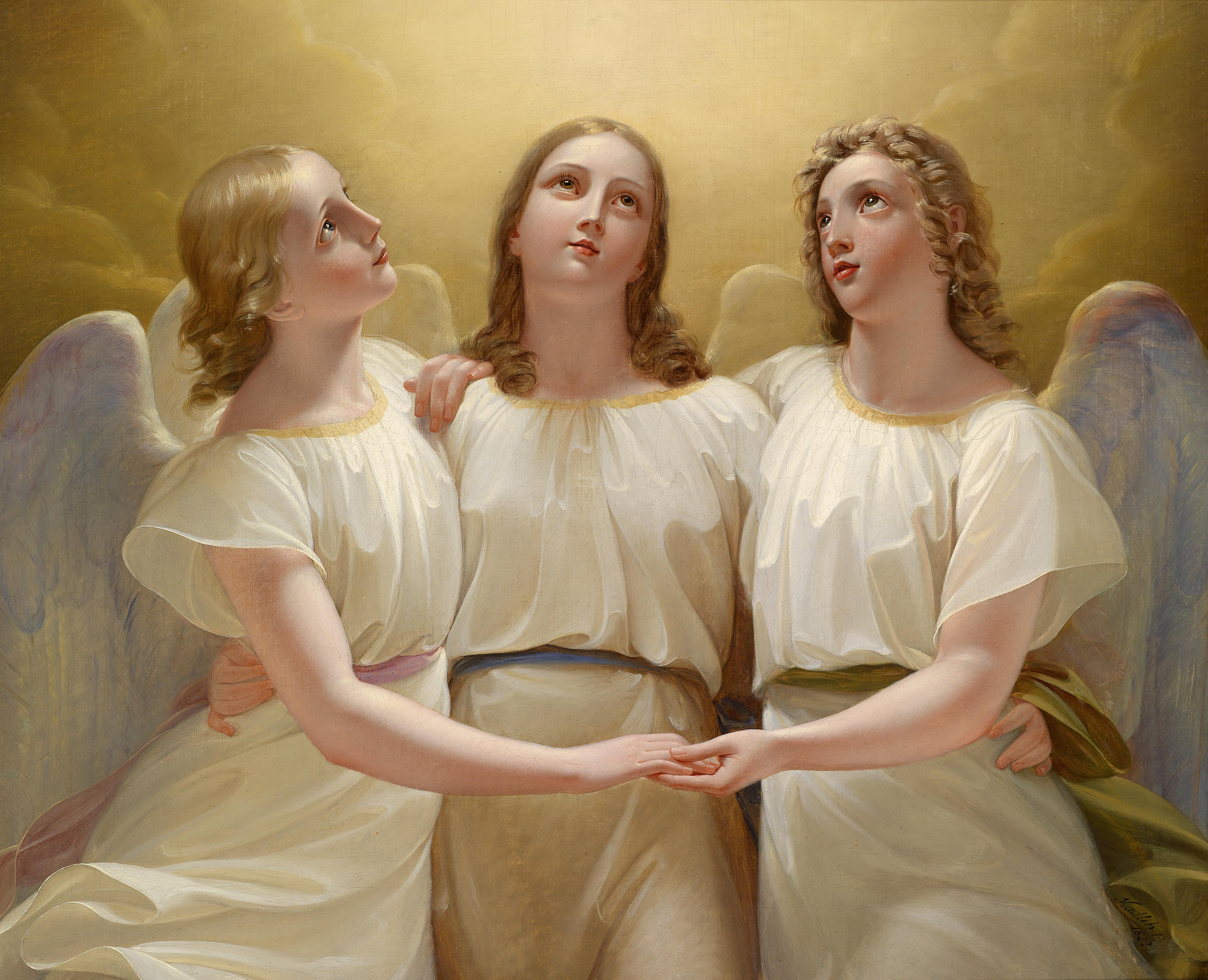
Tři andělé(1822)
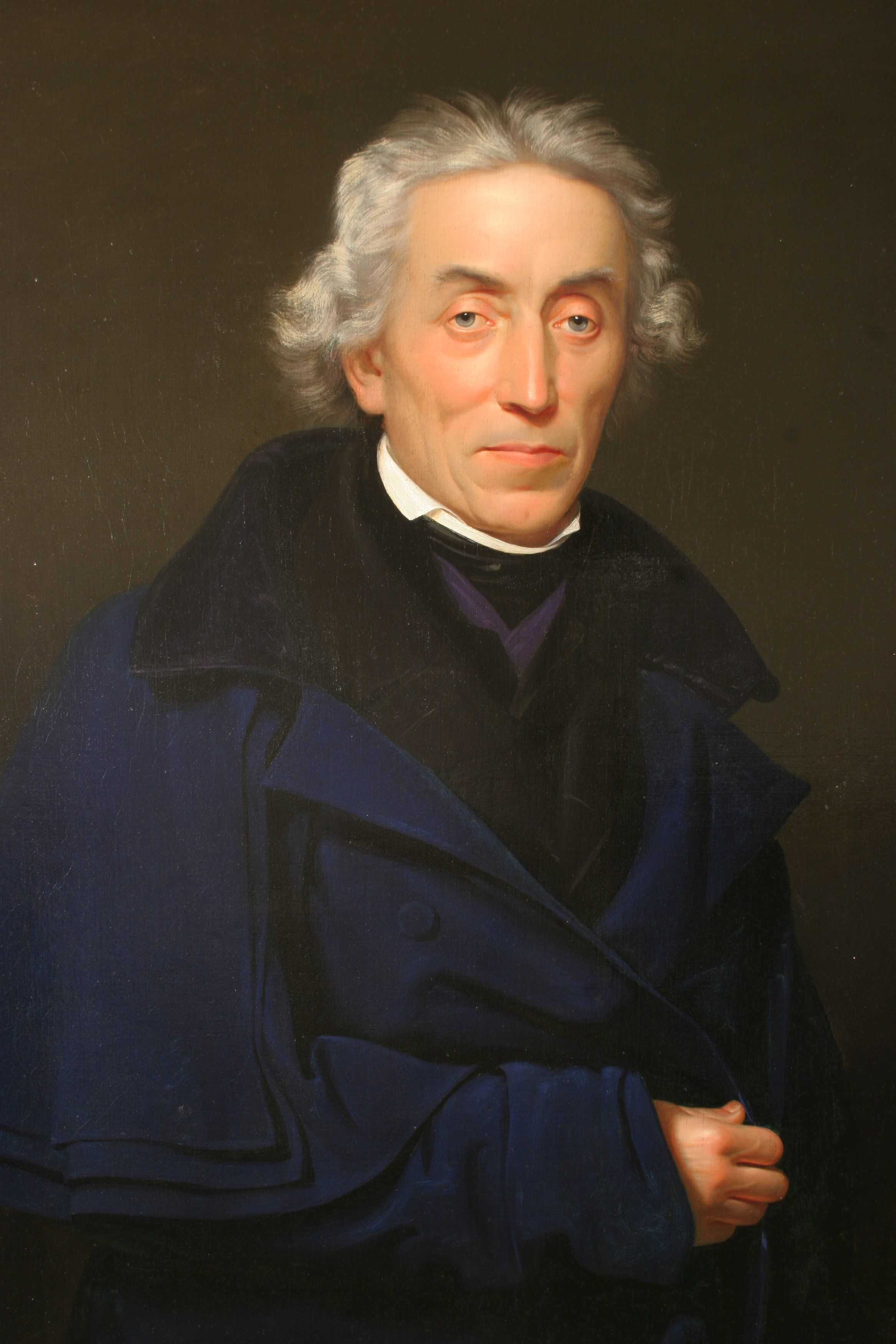
Portrét Josefa Dobrovského
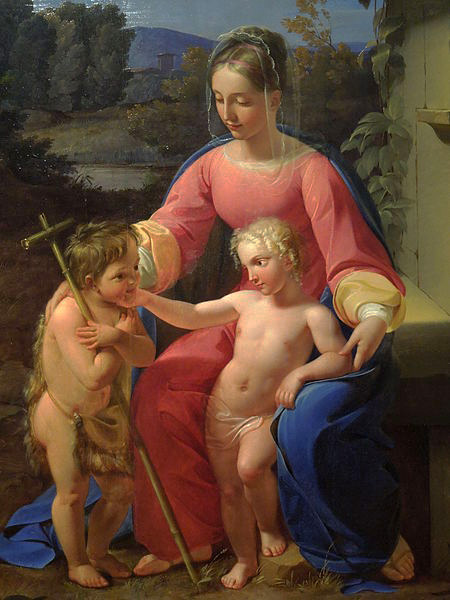
Madona s Ježíškem a Janem Křtitelem (1823)
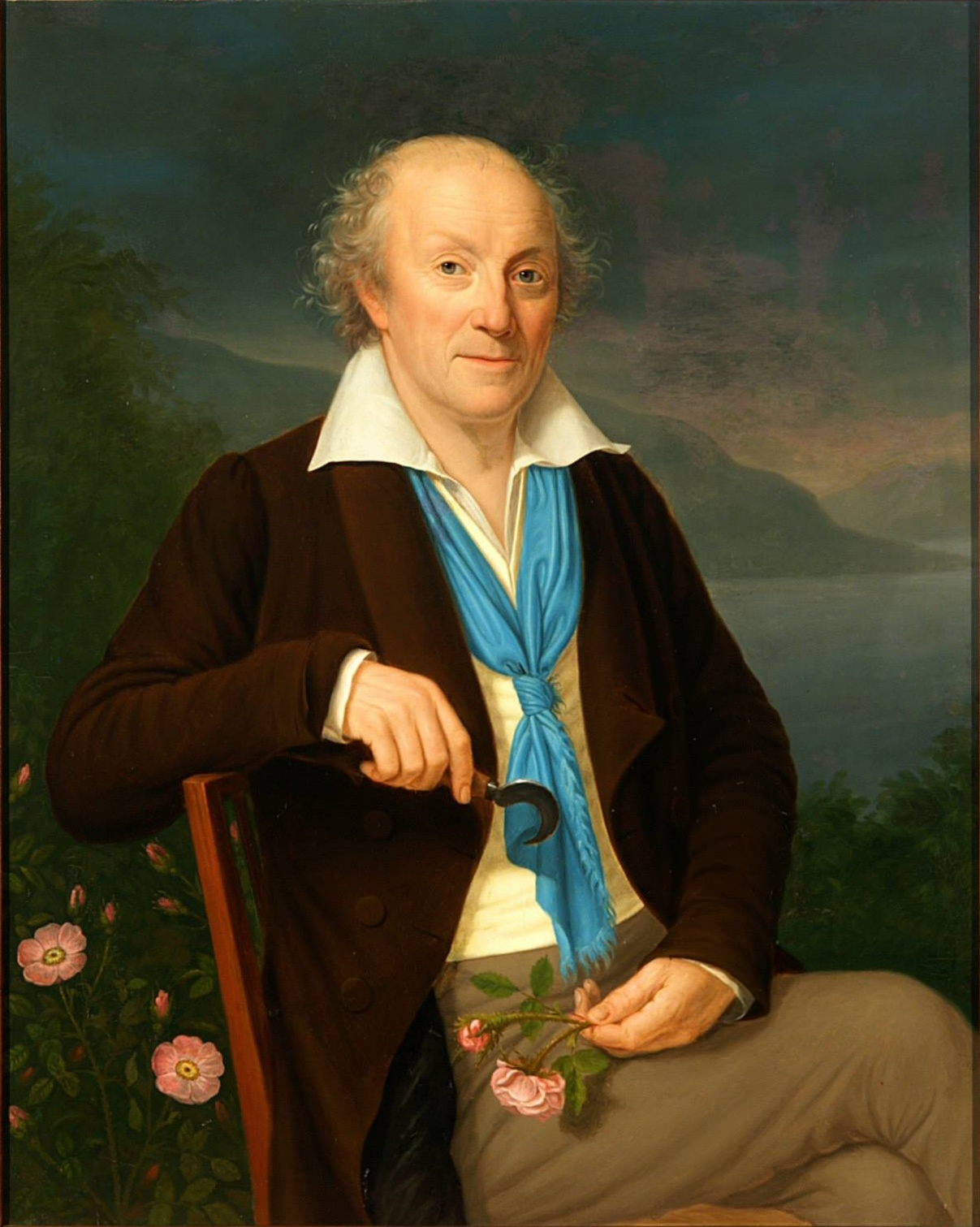
Portrét Victora Louise Meriadeca Rohana (1766–1846)
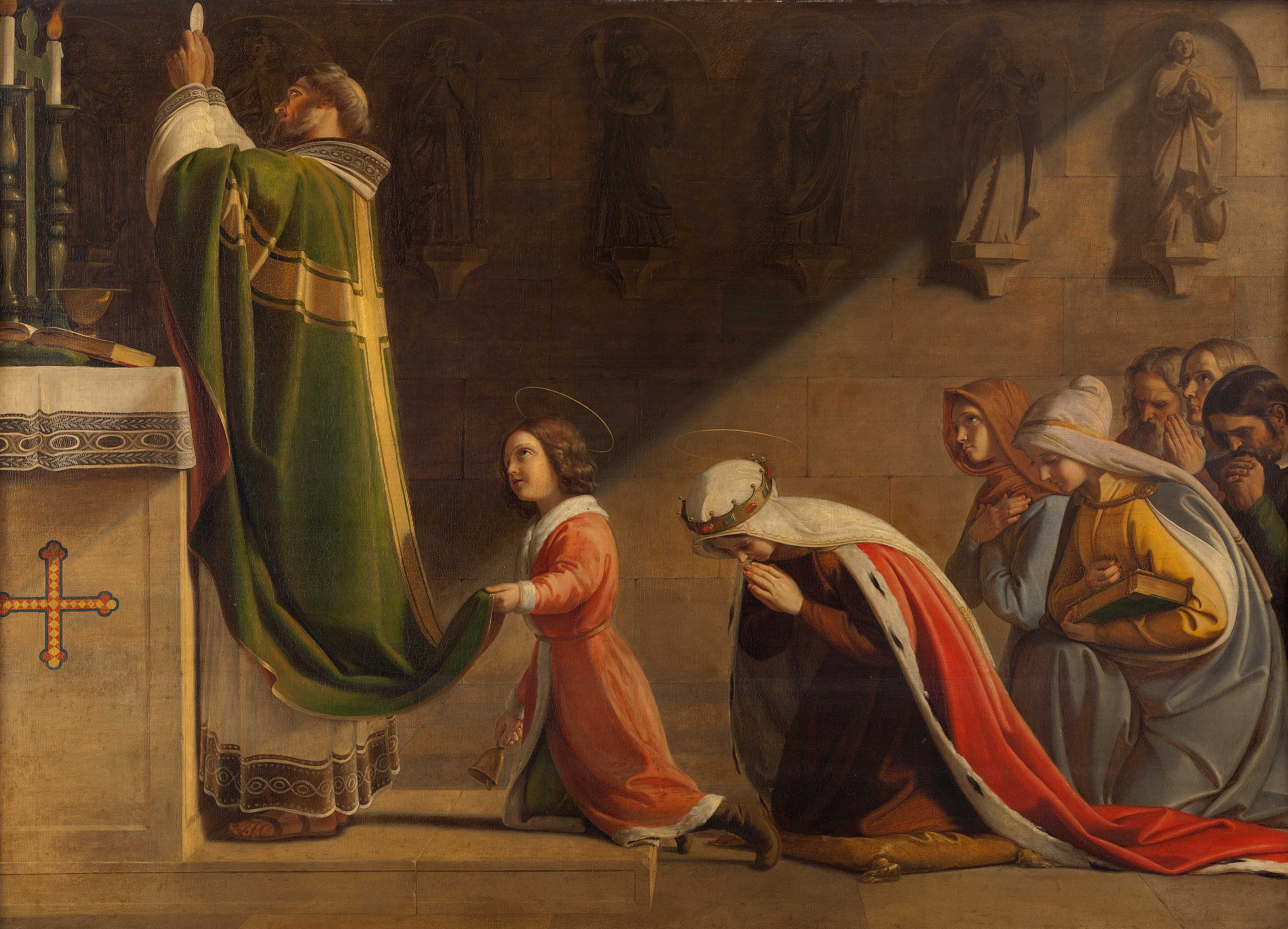
Sv. Václav a Ludmila při mši (1837)
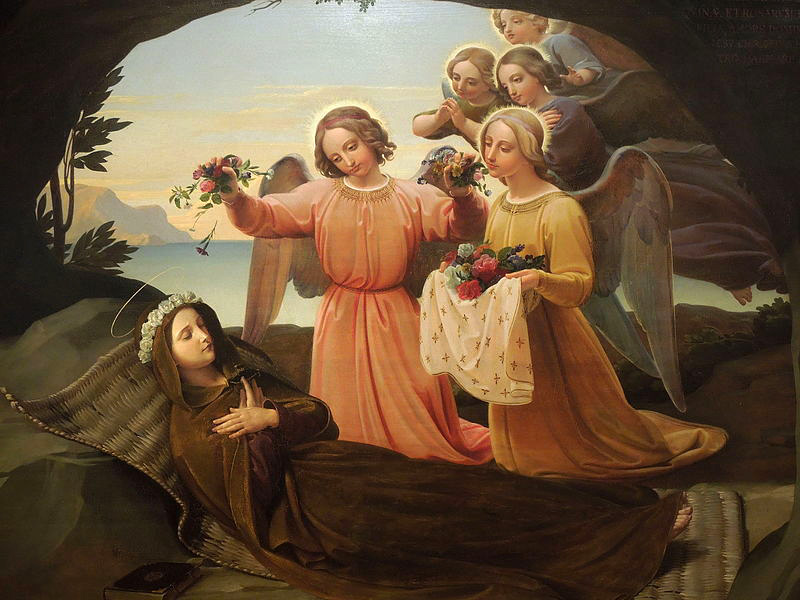
Smrt sv. Rosalie(1838)